# كينيث إل. شرودر

كينيث إل. شرودر (بالإنجليزية: Kenneth L. Schroeder)‏ هو مهندس ومدير تنفيذي أمريكي، ولد في 1945، وتوفي في 26 أكتوبر 2016. شغل شرودر منصب الرئيس التنفيذي لشركة KLA-Tencor، وهي مزود لخدمات ومنتجات التحكم في العمليات وإدارة العائد لقطاعات أشباه الموصلات والإلكترونيات الدقيقة.

## التعليم
تخرج شرودر من جامعة ويسكونسن-ماديسون بدرجة بكالوريوس العلوم في الهندسة الكهربائية عام 1967. حصل على درجة الماجستير في إدارة الأعمال من كلية وارتون بجامعة بنسلفانيا عام 1969.
بعد تخرجه من الجامعة، عمل شرودر في شركة هوليت-باكارد كمهندس تصنيع، ومدير هندسة التصنيع ومدير عمليات قسم الكمبيوتر. في عام 1973، انتقل شرودر إلى شركة Spectra Physics ، وهي مورد ليزر، ليعمل كمدير تصنيع ثم مديرًا عامًا لقسم ليزر البناء.